# 23003 Ziminski
23003 Ziminski è un asteroide della fascia principale. Scoperto nel 1999, presenta un'orbita caratterizzata da un semiasse maggiore pari a 2,359540 UA e da un'eccentricità di 0,172956, inclinata di 1,850904° rispetto all'eclittica.
Fa parte della famiglia di asteroidi Nisa.